# Qui tacet, non utique fatetur: sed tamen verum est eum non negare
Qui tacet, non utique fatetur: sed tamen verum est eum non negare (slovensko Kdor molči, nikakor ne priznava, vendar je res, da tudi ne zanika) je rek iz rimskega prava. Molk v rimskem pravu ni imel posledic za stranko, vendar stranka vseeno ni mogla trditi, da je nasprotovala izjavi nasprotne stranke.
Snovalec pravila je rimski klasični pravnik Paulus.